# Pseudorhipsalis ramulosa
A Pseudorhipsalis ramulosa egy széles elterjedésű epifita kaktusz, melyet egyre gyakrabban tartanak dísznövényként függőkosarakban, gyakran tévesen Rhipsalis néven árulva.

## Elterjedése és élőhelye
Mexikó, Jamaica, Haiti, Guatemala, Belize, Nicaragua, Costa Rica, Kolumbia, Venezuela, Peru, Brazília, Bolívia esőerdei 1500 m tengerszint feletti magasságig.

## Jellemzői

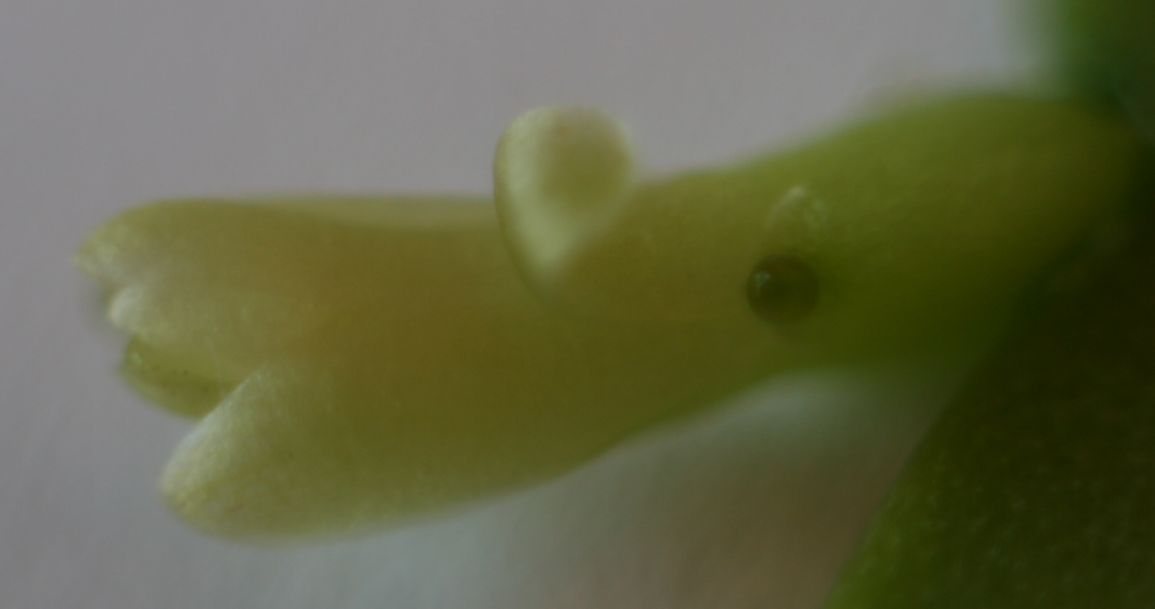
Pseudorhipsalis ramulosa virága

Epifita növény, felegyenesedő, idősebben lecsüngő habitussal. Elsődleges hajtásai bázisukon hengeresek, 70 mm hosszúak, a végük lapított, 25 mm szélesek. Másodlagos hajtásai bázisukon hasonlóképp hengeresek, de hosszuk csak 10–80 mm, a hajtások nagy része lapított, 15 mm széles lándzsa formájú szártag. Areolái 10–25 mm távolságban fejlődnek, kopaszak. Virágai márciusban jelennek meg a másodlagos szártagok oldalsó élein, 7–12 mm hosszúak, a virágtölcsér 4–5 mm hosszú, 3 mm átmérőjű, világos rózsaszín, vagy zöldes fehér. A szirmok tojásdadok, 3–6 mm hosszúak, krémfehérek. A porzószálak krémfehérek, a portokok vörösek, a bibe fehér. Termése tojásdad alakú, 4–8 mm hosszú, áttetsző fehér vagy rózsaszínes, 10 rózsaszín pikkely borítja. Magjai oválisak, 1,4×1 mm nagyságúak.

## Rokonsági viszonyai
Az Alata subgenus tagja.
Hatalmas elterjedési területén számos alakja létezik, melyek közül egy éri el az alfaji rangot:
- Pseudorhipsalis ramulosa subsp. jamaicensis (Britt. & Harris) Doweld in Sukkulenty (Moskow) 4:42' (2002)